# Singles (musikalbum av Future Islands)
Singles är ett musikalbum från 2014 av syntpopbandet Future Islands och gavs ut av skivbolaget 4AD. Detta är Future Islands fjärde studioalbum.

## Låtlista
Albumet innehåller tio låtar.
1. Seasons (Waiting on You) – (3:46)
2. Spirit – (4:21)
3. Sun in the Morning – (3:48)
4. Doves – (3:27)
5. Back in The Tall Grass – (4:15)
6. A Song for Our Grandfathers – (4:55)
7. Light House – (4:47)
8. Like the Moon – (4:39)
9. Fall From Grace – (4:14)
10. A Dream of You & Me – (3:59)

## Medverkande

### Future Islands
- William Cashion
- Samuel T. Herring
- Gerrit Welmers

### Övriga
- Danny Bowen – Trummor, slagverk
- Gabriel Caballero – Cello
- Ruby Fulton – Viola, violin
- Eric Gorfain – Violin
- Noel Heroux – Slagverk
- Christian Hizon – Trombon
- Patrick McMinn – Flygelhorn, trumpet

Källa: 